# Zsolt Érsek
Zsolt Érsek (Budapest, 13 de junio de 1966) es un deportista húngaro que compitió en esgrima, especialista en la modalidad de florete.
Participó en tres Juegos Olímpicos de Verano entre los años 1988 y 1996, obteniendo una medalla de bronce en Seúl 1988 en la prueba por equipos. Ganó una medalla en el Campeonato Mundial de Esgrima de 1987, y dos medallas en el Campeonato Europeo de Esgrima de 1991.

## Palmarés internacional
| Juegos Olímpicos   | Juegos Olímpicos     | Juegos Olímpicos  | Juegos Olímpicos    |
| Año                | Lugar                | Medalla           | Prueba              |
| ------------------ | -------------------- | ----------------- | ------------------- |
| 1988               | Seúl (Corea del Sur) | Medalla de bronce | Florete por equipos |
| Campeonato Mundial |                      |                   |                     |
| Año                | Lugar                | Medalla           | Prueba              |
| 1987               | Lausana (Suiza)      | Medalla de bronce | Florete por equipos |
| Campeonato Europeo |                      |                   |                     |
| Año                | Lugar                | Medalla           | Prueba              |
| 1991               | Viena (Austria)      | Medalla de oro    | Florete por equipos |
| 1991               | Viena (Austria)      | Medalla de bronce | Florete individual  |